# 高原弘吉
高原 弘吉（たかはら こうきち、1916年1月1日 - 2002年7月2日）は日本の小説家。

## 人物
福岡県直方町（現・直方市）出身。旧制鞍手中学校（現・福岡県立鞍手高等学校）卒業。
石炭関係の職に就きながら小説を執筆し、各種の文学賞に投稿。サンデー毎日大衆文芸、小説新潮賞、講談倶楽部賞佳作入選を経て、1960年、週刊朝日と宝石が共催した懸賞で「燃える軍港」が佳作となる。
1962年に短編「あるスカウトの死」で第1回オール讀物推理小説新人賞受賞。同作は第48回直木賞候補にもなり、翌年、大映で『黒の死球』として映画化されている。
1976年頃まで『週刊話題news』（日本文華社）などで小説を発表していた。

## 作品
- あるスカウトの死
- まぼろしの腕
- 消えた超人
- 狙撃者のメロディ
- 孤狼の足跡
- 魔球の王者（漫画原作。作画は荘司としお）
- 超人打者（漫画原作。作画は古城武司）[1]